# Spannenlanger Hansel

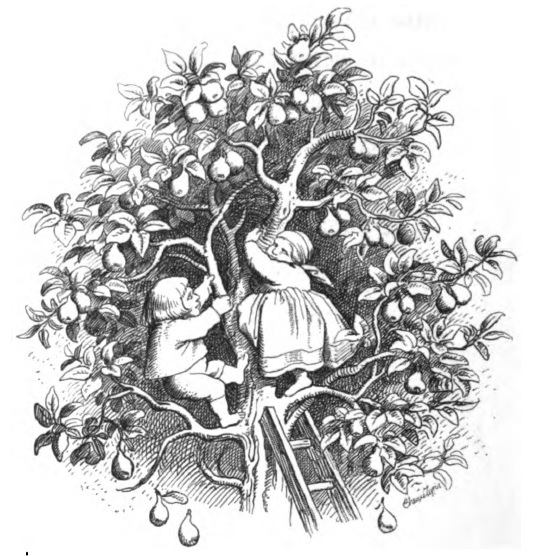
Spannenlanger Hansel (Radierung, 1849)

Spannenlanger Hansel ist ein Kinderreim und Volkslied in deutscher Sprache, die Autoren sind unbekannt.

## Geschichte
Der älteste bislang bekannte Druck des Textes erschien 1838 im Werk Großmutter und Enkel von Adam Lenz (Pseudonym für Friedrich Güll). Karl Simrock veröffentlichte den Text 1848, Georg Scherer 1849 unter dem Titel Wie Hansel und Gretel Birn’ schütteln. Der österreichische Schriftsteller Joseph Rank zitiert den Kinderreim 1853 in seiner Erzählung Die Kinderpredigt. Ignaz Vinzenz Zingerle veröffentlichte 1857 die in Tirol aufgezeichnete Textvariante „Daumenlanger Hansel“. Maria Vinzenz Süß hatte 1865 in seinen Salzburgischen Volksliedern eine Fassung in österreichischer Mundart abgedruckt:
Damlånga Hansl,

Nudldikö Diarn!

Geh mit miar en Gårt’n,

Schütl ma dö Biarn!

Schütlst du dö groß’n,

Schütl i dö kloan

Und wånn ma ’s Sakarl vol håbmt

So gehma wieda hoam.
Franz Magnus Böhme zitiert diese Fassung 1897 mit dem Herkunftsvermerk „salzburgisch“. Hermann Frischbier veröffentlichte 1867 in den Preußischen Volksreimen und Volksspielen eine hochdeutsche Textfassung mit der Herkunftsangabe Dönhoffstädt in Ostpreußen. Seit Beginn des 20. Jahrhunderts findet sich das Lied häufig in Schulliederbüchern. 1911 wurde das Lied mit anderer Melodie im Badischen Liederbuch abgedruckt.
Die genaue Herkunft des Reims ist demnach unklar. Oft wird eine Herkunft im salzburgischen bzw. alpenländischen Raum vermutet. Wenn dies stimmen sollte, ist möglicherweise die Textvariante „Daumenlanger Hansl“ die ursprüngliche Form, die in Österreich auch bis heute noch verbreitet ist. Allerdings existieren ähnlich alte Textzeugen auch aus anderen Gegenden des deutschsprachigen Raums. In den ältesten bislang bekannten Nachweisen von Lenz (1838), Simrock (1848) und Scherer (1849) finden sich leider keine detaillierten Herkunftsangaben.
Es fällt auf, dass in den frühesten Drucken des 19. Jahrhunderts immer nur die erste Strophe erscheint. Die zweite Strophe erscheint erstmals in den 1870er Jahren in gedruckter Form und ist möglicherweise eine Hinzufügung jüngeren Datums.

## Melodie und Text
Spannenlanger Hansel,

nudeldicke Dirn’,

gehn wir in den Garten,

schütteln wir die Birn’.

Schüttle ich die großen,

schüttelst du die klein’,

wenn das Säcklein voll ist,

gehn wir wieder heim.

Lauf doch nicht so närrisch,

spannenlanger Hans!

Ich verlier’ die Birnen

und die Schuh noch ganz.

Trägst ja nur die kleinen,

nudeldicke Dirn,

und ich schlepp den schweren Sack

mit den großen Birn’.

## Inhalt
Das Lied ist vordergründig ein Jahreszeitenlied, das von der Obsternte bei Herbstbeginn handelt. Dabei wurden in früheren Zeiten die Birnen vom Baum geschüttelt und dann als Fallobst aufgelesen.

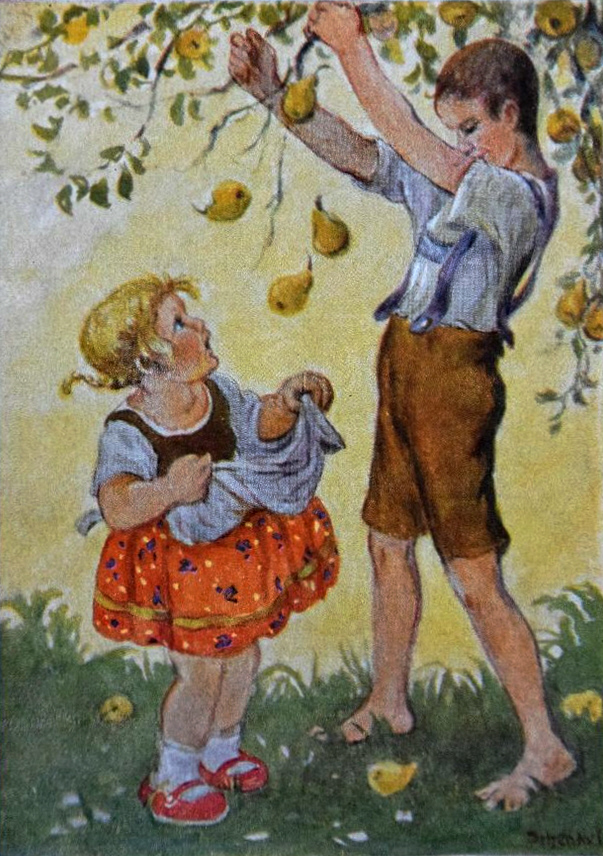
Spannenlanger Hansel (Ansichtskarte von Franziska Schenkel, 1. Hälfte 20. Jahrhundert)

Nicht ganz klar scheint zu sein, wie die Relation zwischen den beiden Figuren des Lieds zu deuten ist. In modernen Illustrationen wird häufig das komisch wirkende Gegensatzpaar eines hochgewachsenen, leptosomen Knaben oder Mannes und eines kleinen dicklichen Mädchens bzw. Frau dargestellt. Während sich „nudeldick“ vom Nudeln und davon dick gewordenen Masttieren ableitet, scheint bei „spannenlang“ das originale Verständnis verlorengegangen zu sein, denn das Adjektiv bezieht sich ursprünglich auf die Länge der Handspanne, also ein verhältnismäßig kleines Maß. Franz Branky weist schon 1877 darauf hin, dass der Hans des Liedes „in zwergenhafter Gestalt, aber dennoch mächtig und stark“ erscheint und somit an die Märchenfiguren Daumesdick oder Däumling erinnere. Auch in den Illustrationen von Moritz von Schwind und Eugen Neureuther in Georg Scherers Liederbuch (1849) sind beide Figuren als ausgesprochen klein dargestellt.
In demselben Sinn wird der Begriff „spanne(n)lang“ auch in dem pfälzisch-hessischen Lied vom spannelange Mann gebraucht, das vom sagenumwobenen Pankratiusbrünnchen handelt, aus dem alle neugeborenen Mainzer stammen sollen. Die Titelfigur des „Dip(pe)che“ definiert das Pfälzische Wörterbuch als „kleiner Mann“.
Aus dem Pankratiusbrinnche

kam einst, nur spannelang,

ähn klaner Knirps geschwumme,

der wie e Flötche sang:

    Dudel dudel Dipche,

    hört, was der Knirps nit kann,

    dudel dudel Dipche,

    fängt er zu singen an.

[…]

    Dudel dudel Dipche,

    spannelanger Mann,

    fing er laut zu singe

    selbst beim Lehrer an.
Wie häufig in der Volkspoesie stellt sich die Frage nach einem versteckten oder verschütteten erotischen Subtext. Ernest Bornemann zählt das Lied zu den „verbotenen“ Versen, „die Kinder meist nur in der Abwesenheit der Erwachsenen zitieren“, und bezieht sich dabei auf eine Textfassung, die 1970 bei einem siebenjährigen Mädchen aus Wolfsburg aufgezeichnet wurde:
„Spannenlanger Hansel“,

Sagt die nudeldicke Dirn,

„Komm mit in den Garten,

Schüttel meine Birn’!

Schüttel meine Feige,

Schüttel meine Pflaum,

Schüttel, bis wir schlafen gehn

Unterm Apfelbaum!“

Spannenlanger Hansel,

Nudeldicke Gret,

Gingen in den Garten,

Schliefen im Mistbeet.
Unverkennbar erotische Züge zeigt ein fränkisches Volkslied, das mit dem Lied vom spannenlangen Hansel thematisch eng verwandt scheint.
Bei der Nacht schütt’l ich meine Birn,

Fall’ns, oder fallens nit?

Heut geh’ ich zu mein Dirn:

Will’s, oder will’es nit?

Geh’ wohl über Berg und Thal,

Ist mir kein Weg zu schmal;

Zu mein Schätzlein will ich gehn

All’ Wochen siebenmal.

## Rezeption
Das Lied wird in Kindergärten oft als bewegtes Singspiel ausgeführt.
Der Komponist Carl Reinecke vertonte 1860 den Text der ersten Strophe unter dem Titel Wie Hansel und Gretel Birnen schütteln im 3. Heft seiner Kinderlieder mit Klavierbegleitung (op. 75). Die Vertonung entstand eigenständig und hat keine Ähnlichkeit mit der heute verbreiteten Melodie.
Das Lied wurde 1995 von der Popsängerin Nena auf ihrem Kinderliedalbum Unser Apfelhaus aufgenommen. Die Frankfurter a-cappella-Gruppe U-Bahn-Kontrollöre in tiefgefrorenen Frauenkleidern nahm 2007 eine Reggae-Fassung für den Kinderlied-Sampler Zuckerschnecksche, Prinzje & Co auf.
In der deutschen Übersetzung von Band 4 der Otherland-Romanserie Meer des silbernen Lichts von Tad Williams werden der spannenlange Hansel und die nudeldicke Dirn als Personen eingeführt. Der englische Originaltext bezieht sich an dieser Stelle auf den Kinderreim Jack Sprat.